# Stegania mesonephele
Stegania mesonephele là một loài bướm đêm trong họ Geometridae.